# Verwaltungsgemeinschaft Unstruttal
La comunità amministrativa dell'Unstruttal (Verwaltungsgemeinschaft Unstruttal) si trovava nel circondario Burgenlandkreis nella Sassonia-Anhalt, in Germania. Il 1º gennaio 2010 è stato rimpiazzato dal Verbandsgemeinde Unstruttal. Era situata lungo il fiume Unstrut, a 50 km ad ovest da Lipsia.

## Suddivisione
Comprendeva 3 città e 5 comuni:
- Balgstädt
- Freyburg (città)
- Gleina
- Karsdorf
- Laucha an der Unstrut (città)
- Nebra (Unstrut) (città)
- Reinsdorf

Capoluogo e centro maggiore era Freyburg (Unstrut).